# Petyr Gabrowski
Petyr Dimitrow Gabrowski (bułg. Петър Димитров Габровски; ur. 9 lipca 1898 w Razgradzie, zm. 1 lutego 1945) – bułgarski adwokat i polityk, jeden z założycieli i liderów nacjonalistycznej organizacji Bojownicy na rzecz Rozwoju Bułgarskości, minister kolei, poczty i telegrafu (1939–1940) oraz spraw wewnętrznych i zdrowia publicznego (1940–1943), tymczasowy premier Carstwa Bułgarii (1943).

## Życiorys
Uczestniczył w I wojnie światowej w randze dowódcy plutonu (1917–1918). Po wojnie ukończył prawo w Sofijskim Uniwersytecie Św. Klemensa z Ochrydy, następnie pracował jako adwokat w stolicy kraju. Był germanofilem. W 1936 został jednym z liderów nacjonalistycznej organizacji Bojownicy na rzecz Rozwoju Bułgarskości, która sympatyzowała z niemieckim nazizmem.
Pod koniec 1939 został ministrem kolei, poczty i telegrafu w czwartym gabinecie rządowym Kjoseiwanowa. Po objęciu funkcji premiera przez Fiłowa od lutego 1940 piastował urząd ministra spraw wewnętrznych i zdrowia publicznego. Wkrótce po przystąpieniu Bułgarii do paktu trzech (1 marca 1941) był jednym z polityków odpowiedzialnych za współpracę z hitlerowskimi Niemcami. Zdaniem niektórych historyków przyczynił się do deportacji ok. 11 400 Żydów z Macedonii i zachodniej Tracji do obozów koncentracyjnych na terenie okupowanej Polski. Według innych źródeł Gabrowski był przeciwny deportacjom i niechętnie współpracował z przedstawicielem gestapo, Theodorem Danneckerem.
Po objęciu przez Fiłowa funkcji regenta, przez sześć dni (od 9 do 14 września 1943) pełnił obowiązki premiera.
Wkrótce po zamachu stanu z 9 września 1944, w wyniku którego władzę w kraju przejął lewicowy Front Ojczyźniany, został uwięziony i wraz z innymi członkami rządu Fiłowa osądzony za udział Bułgarii w wojnie po stronie koalicji hitlerowskiej. Po przesłuchaniach prowadzonych m.in. w Moskwie, komunistyczny Sąd Ludowy skazał go na karę śmierci. Wyrok wykonano przez rozstrzelanie 1 lutego 1945.
W 1996 wyrok Sądu Ludowego został symbolicznie unieważniony przez Sąd Najwyższy.